# Banke
Der Distrikt Banke (Nepali बाँके जिल्ला Bānke Jillā) ist einer von 77 Distrikten Nepals.
Er liegt in der Provinz Lumbini im Inneren Terai.

## Einwohner
Der Distrikt hatte 2001 385.840 Einwohner; 2011 waren es 491.313. Verwaltungssitz ist Nepalganj.

## Verwaltungsgliederung
Städte im Distrikt Banke:
- Kohalpur
- Nepalganj

Nepalganj besitzt die Stadtrechte 2. Ordnung.
Village Development Committees (VDCs) im Distrikt Banke:
- Bageswari
- Banakatawa
- Banakatti
- Basudevapur
- Bejapur
- Belahari
- Belbhar
- Betahani
- Bhawaniyapur
- Binauna
- Chisapani
- Ganapur
- Gangapur
- Hirminiya
- Holiya
- Indrapur
- Jaispur
- Kalaphanta
- Kamdi
- Kanchanapur
- Kathkuiya
- Khajura Khurda
- Khaskarkado
- Khaskusma
- Laxmanpur
- Mahadevpuri
- Manikapur
- Matahiya
- Narainapur
- Naubasta
- Parsapur
- Phatepur
- Piparhawa
- Puraina
- Puraini
- Radhapur
- Raniyapur
- Saigaun
- Samserganj
- Sitapur
- Sonapur
- Titahiriya
- Udarapur
- Udayapur